# Heterosperma nanum
Heterosperma nanum là một loài thực vật có hoa trong họ Cúc. Loài này được (Nutt.) Sherff mô tả khoa học đầu tiên năm 1931.